# Présidents de la Chine
Ne doit pas être confondu avec Président de la république populaire de Chine ou Président de la république de Chine (Taïwan).
Depuis la proclamation de la république de Chine en 1912, le titre de président de la Chine (chinois traditionnel : 中華民國大總統 ; chinois simplifié : 中华民国大总统), soit le chef officiel de l'État chinois, a recouvert des réalités politiques variées, en fonction des périodes, et peut aujourd'hui désigner aussi bien le dirigeant de la république populaire de Chine que celui de la république de Chine (Taïwan) : la fonction, traduite généralement par « président de la République », a connu des appellations officielles très diverses, en fonction des changements de régime et des évolutions constitutionnelles. 

## République de Chine (1912-1949)
En 1912, Sun Yat-sen est le président provisoire (臨時大總統) de la République. Le titre officiel du chef de l'État devient ensuite grand président (大總統). Après la mort de Yuan Shikai et durant la période dite du gouvernement de Beiyang, le pouvoir est de facto détenu à Pékin par divers chefs de factions militaires, qui n'assument pas toujours officiellement le titre de chef de l'État. Les présidents officiels se succèdent à un rythme rapide. 
À partir de 1917, dans le but de restaurer une autorité centrale forte et de pacifier le pays, Sun Yat-sen, fondateur du Kuomintang, établit à Canton une série de gouvernements nationalistes dissidents, dont il est le chef, et revendique la souveraineté sur le pays. Ses titres officiels successifs sont grand maréchal de l'armée et de la marine (海陸軍大元帥), président extraordinaire (非常大總統) puis généralissime du gouvernement militaire. Les pays étrangers continuent dans leur majorité de reconnaître le gouvernement de Pékin, qui demeure très instable. 
Après l'expédition du nord et la prise de Pékin en 1928, le président du gouvernement nationaliste (titre occupé successivement, après la mort de Sun Yat-sen, par Wang Jingwei, Tchang Kaï-chek, Tan Yankai puis à nouveau Tchang Kaï-chek) est reconnu au niveau international comme le chef de l'État chinois. Son titre officiel est traduit par président du gouvernement central de la république de Chine, titre à ne pas confondre avec celui de président du gouvernement exécutif (ou du Yuan exécutif) qui correspond à la fonction de Premier ministre de la république de Chine et est encore aujourd'hui celui du chef du gouvernement de Taïwan. 
La réalité du pouvoir est cependant détenue par le chef de l'Armée nationale révolutionnaire chinoise, poste occupé presque sans interruption par Tchang Kaï-chek, qui cumule les postes de chef de l'État et chef du gouvernement de 1930 à 1931, redevient premier ministre en 1935, puis cumule à nouveau les charges à partir de 1943. Durant la guerre sino-japonaise, le titre de chef de l'État est revendiqué par les dirigeants du gouvernement collaborateur chinois, successivement Wang Jingwei (1940-1944) et Chen Chongbo (1944-1945). Ce n'est qu'en 1948, avec l'application de la constitution de 1947, que le chef de l'État chinois prend officiellement le titre de président de la république de Chine, aujourd'hui encore détenu par le président de Taïwan.

### Chefs de l'État reconnus au niveau international
- 1er janvier 1912 - 10 mars 1912 : Sun Yat-sen (intérim)
- 10 mars 1912 - 6 juin 1916 : général Yuan Shikai
- 7 juin 1916 - 1er août 1917 : général Li Yuanhong
- 1er août 1917 - 10 octobre 1918 : général Feng Guozhang
- 10 octobre 1918 - 2 juin 1922 : Xu Shichang
- 2 juin 1922 - 11 juin 1922 : Zhou Ziqi
- 11 juin 1922 - 13 juin 1923 : Li Yuanhong
- 13 juin 1923 - 14 octobre 1923 : Gao Lingwei
- 10 octobre 1923 - 2 novembre 1924 : général Tsao Kun (alias Cao Kun)
- 2 novembre 1924 - 23 novembre 1924 : général Huang Fu (intérim)
- 24 novembre 1924 - 20 avril 1926 : Tuan Chi-Jui (alias Duan Qirui)
- 20 avril 1926 - 13 mai 1926 : Hu Weide (intérim)
- 13 mai 1926 - 22 juin 1926 : Yan Huiqing (intérim)
- 22 juin 1926 - 1er octobre 1926 : Du Xigui (intérim)
- 1er octobre 1926 - 16 juin 1927 : Wellington Koo (intérim)
- 18 juin 1927 - 4 juin 1928 : Zhang Zuolin (s'auto-proclame Grand maréchal du gouvernement militaire de la république de Chine)
- jusqu'en octobre 1928 : Tan Yankai (chef officiel du gouvernement nationaliste depuis la fin 1927, seul "chef de l'État" après la victoire du Kuomintang)
- 10 octobre 1928 - 15 décembre 1931 : Tchang Kaï-chek (également chef du gouvernement à partir de 1930)
- 15 décembre 1931 - 1er août 1943 : Lin Sen
- 1er août 1943 - 21 janvier 1949 : Tchang Kaï-chek (intérim de 1943 à 1948 ; également chef du gouvernement durant plusieurs périodes entre 1935 et 1947)
- 21 janvier 1949 - 1er mars 1950 : Li Tsung-Jen (intérim : demeure président sur le papier jusqu'en mars 1950, alors que le gouvernement nationaliste se réfugie à Taïwan)

## République populaire de Chine
Après la proclamation à Pékin du régime communiste chinois, le chef de l'État porte d'abord le titre officiel de « président du gouvernement populaire central de la république populaire de Chine » puis celui de « président de la république populaire de Chine ». Le véritable pouvoir réside cependant dans les postes de chef du parti communiste et de président de la Commission militaire centrale. Depuis les années 1990, ces postes et celui de président de la République tendent à être à nouveau cumulés par la même personne, sauf en périodes de transition, probablement pour une meilleure lisibilité internationale de la détention réelle du pouvoir national et un dialogue facilité entre pairs (voir le G7 ou G8, dans laquelle la Chine n'est pas, et le G20 où se trouve la Chine), ce à la suite de l'ouverture de la Chine populaire au monde, plus spécifiquement au monde des échanges économiques accrus qui débute sous la direction de Deng Xiao Ping tout à la fin des années 1970 et dans la décennie 1980.
- 21 septembre 1949 - 27 avril 1959 : Mao Zedong
- 27 avril 1959 - 31 octobre 1968 : Liu Shaoqi
- 1er novembre 1968 - 5 janvier 1970 : Dong Biwu (faisant fonction)
- 5 janvier 1970 - 17 janvier 1975 : Dong Biwu (par intérim)
- 17 janvier 1975 - 6 juillet 1976 : maréchal Chu Teh
- 6 juillet 1976 - 5 mars 1978 : Deng Xiaoping
- 5 mars 1978 - 20 mars 1983 : maréchal Ye Jianying
- 20 mars - 18 juin 1983 : Peng Zhen (par intérim)
- 18 juin 1983 - 8 avril 1988 : Li Xiannian
- 8 avril 1988 - 27 mars 1993 : général Yang Shangkun
- 27 mars 1993 - 15 mars 2003 : Jiang Zemin
- 15 mars 2003 - 14 mars 2013 : Hu Jintao
- Depuis le 14 mars 2013 : Xi Jinping

## République de Chine (depuis 1949)
- 1950-1975 : Tchang Kaï-chek
- 1975-1978 : Yen Chia-kan
- 1978-1988 : Tchang Ching-kuo
- 1988-2000 : Lee Teng-hui
- 2000-2008 : Chen Shui-bian
- 2008-2016 : Ma Ying-jeou
- 2016-2024 : Tsai Ing-wen
- Depuis 2024 : Lai Ching-te